# 20882 Paulsánchez
20882 Paulsánchez è un asteroide della fascia principale. Scoperto nel 2000, presenta un'orbita caratterizzata da un semiasse maggiore pari a 2,3634079 au e da un'eccentricità di 0,2470378, inclinata di 2,37788° rispetto all'eclittica.